# Chiloglanis lufirae
Chiloglanis lufirae là một loài cá thuộc họ Mochokidae. Nó là loài đặc hữu của Burundi. Môi trường sống tự nhiên của nó là các con sông. Nó bị đe dọa do mất môi trường sống.